# El rapto de Europa (Oliveira)

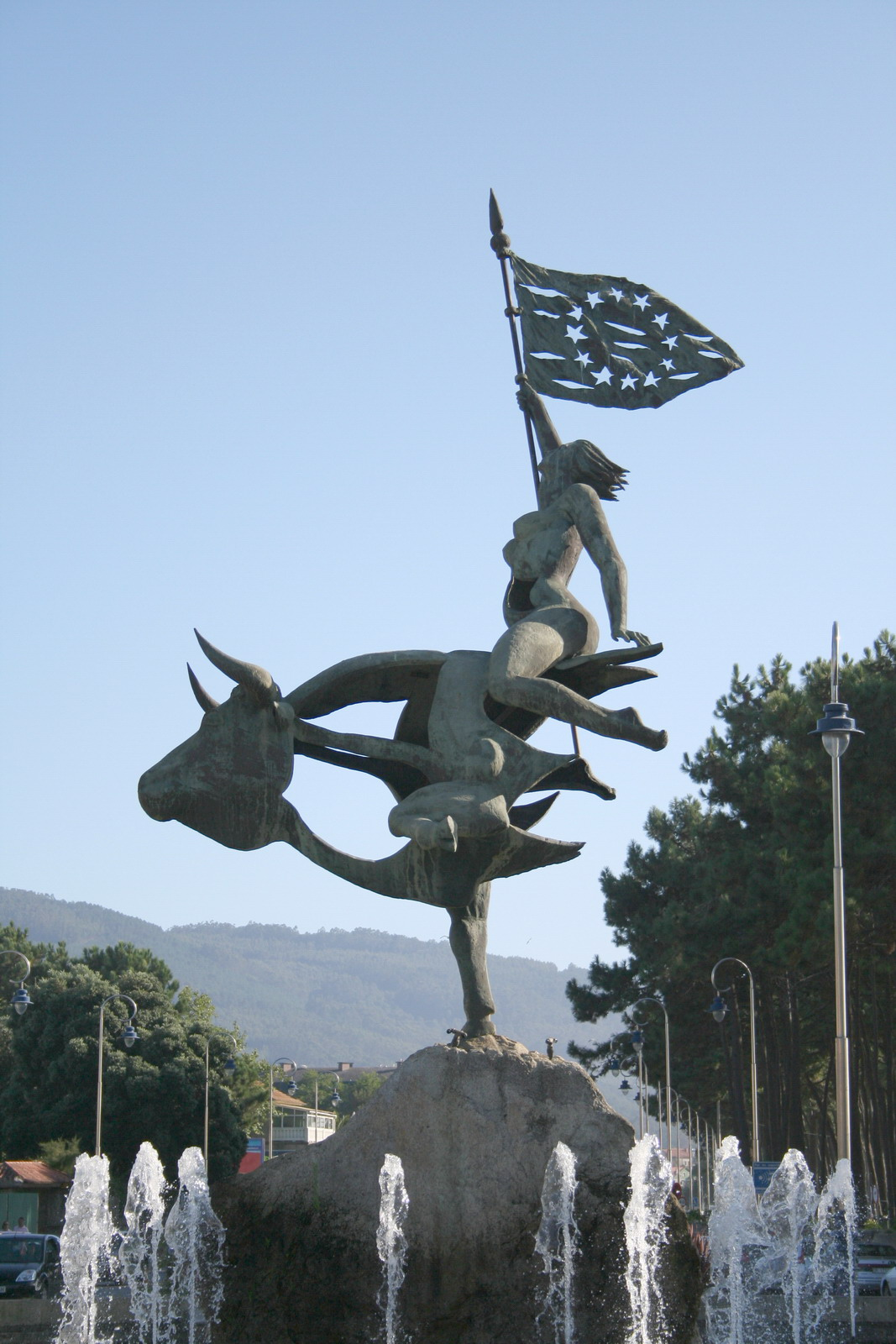
Vista de El rapto de Europa de Juan Oliveira, en Samil.

El rapto de Europa es una escultura-monumento de bronce de Juan Oliveira realizado en 1991 y situado al final de la avenida de Europa, en medio de una rotonda enfrente de la playa de Samil, en Navia (Vigo).
Representa a la princesa fenicia Europa de la mitología griega subida de un toro, todo en bronce. Tiene 7 metros de alto y pesa 1500 kilos. La escultura se levanta sobre una roca de granito situada en el medio de un pequeño estanque. La obra supone técnicamente un logro, ya que consigue una sorprendente sensación aérea a través de las cavidades y vaciados de las figuras.

## Simbolismo
La figura simboliza el rapto de Europa. Aparece el dios Zeus transformado en toro y sobre él la diosa de la mitología griega, Europa, con la bandera de la Unión Europea.